# سيلينة لبنانية
السيلينة اللبنانية[محل شك] (باللاتينية: Silene libanotica) نوع نباتي يتبع جنس السيلينة من الفصيلة القرنفلية.

## الموئل والانتشار
موطنها المشرق العربي.